# Jon Ossoff
Thomas Jonathan Ossoff (nasceu a 16 de fevereiro de 1987) é um político americano servindo como senador dos Estados Unidos pelo estado da Geórgia desde 2021. Membro do Partido Democrata, foi anteriormente um produtor de um filme-documentário e jornalista de investigação.
Foi o candidato democrata na eleição especial de 2017 para o 6º distrito congressional da Geórgia, que há muito era considerado um reduto republicano. A eleição especial provou ser competitiva. Isso gerou atenção nacional e tornou-se a eleição para a Câmara mais cara da história dos Estados Unidos. Perdeu por pouco a corrida para Karen Handel.
Em meados de 2020, ganhou a indicação do Partido Democrata para a eleição de 2020 para o Senado dos EUA na Geórgia para concorrer contra o então senador republicano David Perdue. Nenhum dos candidatos atingiu o limite de 50% nas eleições gerais de 3 de novembro, desencadeando um segundo turno a 5 de janeiro de 2021, vencido por Ossoff. Serve ao lado do seu colega democrata Raphael Warnock, que derrotou a senadora republicana Kelly Loeffler também no segundo turno da eleição especial para o Senado de 2020, também a 5 de janeiro de 2021. As duas disputas atraíram atenção e gastos nacionais significativos, pois decidiram qual partido controlaria o Senado no 117º Congresso. Com as vitórias de Warnock e Ossoff, democratas e republicanos têm 50 cadeiras cada um no Senado, mas o voto de desempate é da vice-presidente Kamala Harris, que dá aos democratas uma maioria efetiva.
Com a sua vitória, tornou-se o membro mais jovem do Senado eleito desde Don Nickles em 1980, bem como o primeiro membro judeu do Senado da Geórgia, o primeiro senador judeu do Deep South desde Benjamin F. Jonas de Louisiana, que foi eleito em 1879, e o primeiro senador milenar dos Estados Unidos.

## Infância e educação
Nasceu a 16 de fevereiro de 1987, em Atlanta, Geórgia. Foi criado em Northlake, uma comunidade sem personalidade jurídica. A mãe de Ossoff, Heather Fenton, nasceu e foi criada em Sydney, Austrália, e mudou-se para os Estados Unidos aos 23 anos de idade. Ela foi cofundadora da NewPower PAC, uma organização que trabalha para eleger mulheres para o escritório local de toda a Geórgia. O seu pai, Richard Ossoff, é proprietária da Strafford Publications, uma editora especializada. Foi criado como judeu. Os seus ancestrais fugiram dos pogroms no início do século 20, e ele observou numa entrevista que cresceu entre os sobreviventes do Holocausto, e a sua compreensão da história incutiu nele a convicção de lutar pelos marginalizados e desconfiar do autoritarismo. Ele já tinha cidadania australiana por meio da sua mãe.
Ele frequentou a Paideia School, uma escola independente em Atlanta. Enquanto estava no colégio, ele foi estagiário para o líder dos direitos civis e representante dos EUA John Lewis. Em 2009, formou-se na Universidade de Georgetown's School of Foreign Service com um grau de Bachelor of Science. Ele assistiu a aulas ministradas pela ex -secretária de Estado dos EUA Madeleine Albright e o ex -embaixador israelense nos Estados Unidos Michael Oren. Obteve um mestrado em ciências e um diploma em economia política internacional pela London School of Economics em 2013.

## Senado dos Estados Unidos

### Eleição

#### 2020-2021

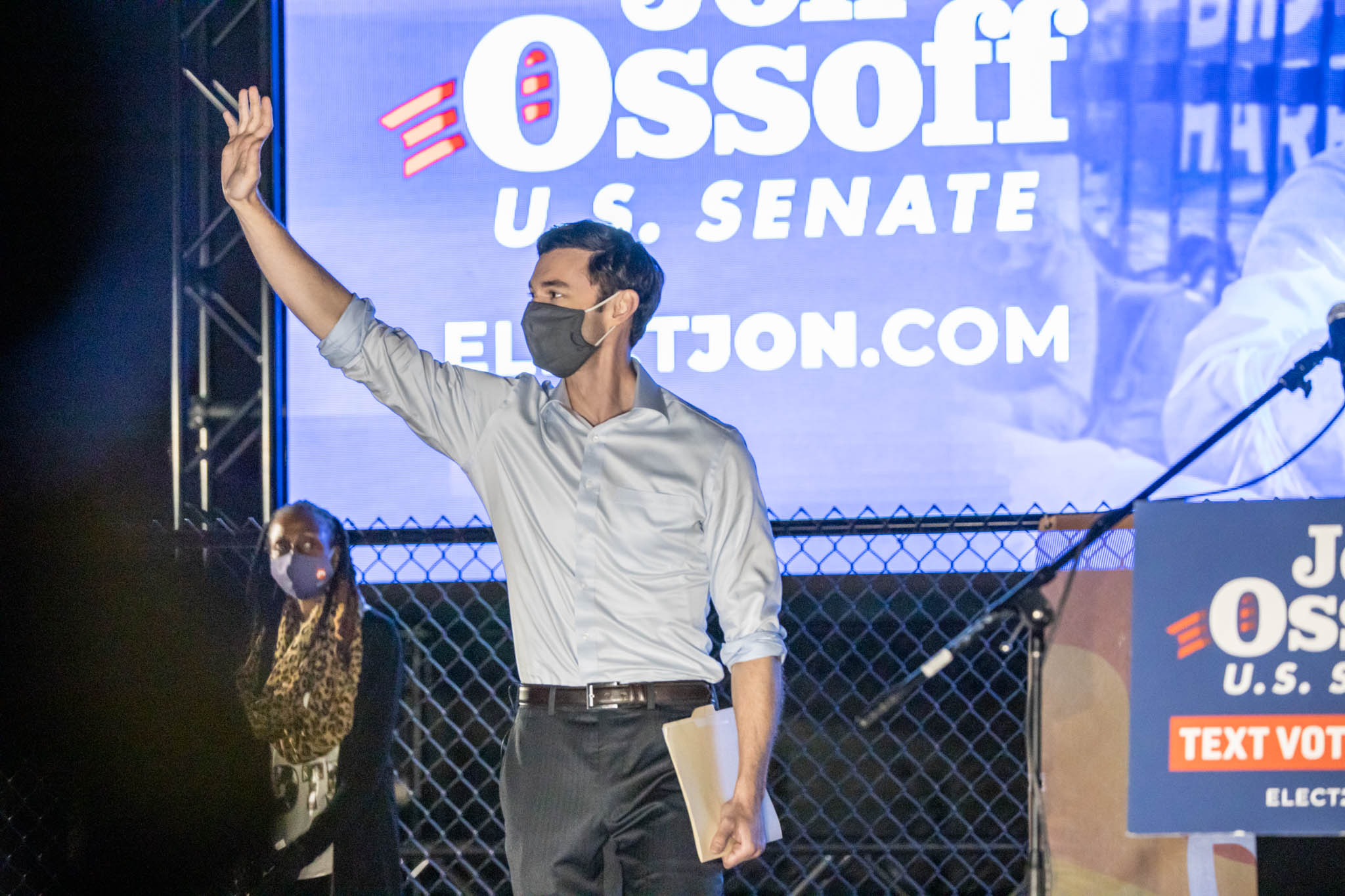
Ossoff acena para apoiadores depois de um comício de campanha em 2020

Concorreu nas eleições primárias democratas para tentar destituir o então senador republicano David Perdue na eleição de 2020 para o Senado na Geórgia. A 10 de junho, avançou para a eleição geral ganhando 50,5% dos votos, logo acima do limite para evitar um segundo turno. Em julho de 2020, a campanha de Perdue veiculou um anúncio no Facebook no qual o nariz de Ossoff foi digitalmente alterado para ficar maior, o que Ossoff criticou como "um dos tropos anti-semitas mais clássicos ".  A campanha de Perdue disse que o senador não tinha visto a imagem, e que o alargamento e alongamento de seu nariz foram feitos por um vendedor. A campanha de Perdue retirou o anúncio.
Desde outubro de 2020, arrecadou mais de 100 milhões de dólares para a sua campanha, tornando-o o candidato ao Senado com mais recursos na história dos Estados Unidos.
O argumento final da campanha de Ossoff concentrou-se nos pagamentos de estímulo de 2.000 mil dólares, que ele e Raphael Warnock aprovariam se vencessem as eleições e dessem aos democratas a maioria no Senado.
Na eleição geral de 3 de novembro, Perdue recebeu 2.462.617 votos (49,73%), enquanto Ossoff recebeu 2.374.519 votos (47,95%). Como nenhum candidato recebeu a maioria dos votos a 3 de novembro, os dois primeiros colocados (Perdue e Ossoff) avançaram para uma eleição de segundo turno a 5 de janeiro de 2021.
Ossoff declarou vitória na manhã de 6 de janeiro de 2021, e a maioria dos principais veículos de notícias anunciou a corrida para ele mais tarde naquele dia. Enquanto Perdue conquistou mais condados, Ossoff o inundou no anel interno da área de Atlanta. Ele ganhou os condados de Cobb e Gwinnett, que recentemente conquistaram os democratas, por mais de 40.200 e 74.200 votos, respetivamente. Este último excedeu a sua margem estadual de cerca de 55.000 votos. Correu um pouco atrás de Warnock, que derrotou Kelly Loeffler por 70.400 votos, também correndo atrás de suas margens na área de Atlanta. Perdue concedeu a eleição a 8 de janeiro.
A votação foi certificada a 19 de janeiro, e ação permitiu aos senadores eleitos tomar posse no dia seguinte. A 20 de janeiro, Ossoff foi empossado no Senado pela vice-presidente Kamala Harris.
Quando assumiu o cargo, ele tornou-se o primeiro senador judeu da Geórgia, o primeiro senador nascido na década de 1980 e, aos 33 anos, o membro mais jovem da Câmara e o primeiro senador milenar a ser eleito. Ele foi empossado usando a Bíblia do Rabino Jacob Rothschild, o falecido rabino do Templo da Congregação Benevolente Hebraica em Atlanta, que foi bombardeado em 1958 por supremacistas brancos pelo ativismo dos direitos civis do rabino. Rabino Rothschild também era amigo e aliado do Rev. Martin Luther King Jr.
É o primeiro democrata eleito pela Geórgia para um mandato completo no Senado desde Max Cleland em 1996. Ele e Warnock também são os primeiros senadores democratas dos EUA pela Geórgia desde que Zell Miller deixou o cargo em 2005. Ossoff assumiu o papel de senador sênior dos EUA pela Geórgia depois de tomar posse, tornando-o o mais jovem senador sênior desde Robert M. La Follette Jr. e o senador mais jovem desde Hiram Fong, que foi 99º na hierarquia da admissão do Havaí até o final do 86º Congresso em 1961.

## Vida pessoal
É casado com Alisha Kramer, médica em obstetrícia e ginecologia da Emory University e graduada pela Georgetown University e pela Emory University School of Medicine. Casou-se com Kramer em 2017, após 12 anos de namoro. Na noite da eleição de Ossoff para o Senado dos Estados Unidos em janeiro de 2021, Kramer trabalhava no turno da noite no Emory University Hospital, em Atlanta.